# 橋名板

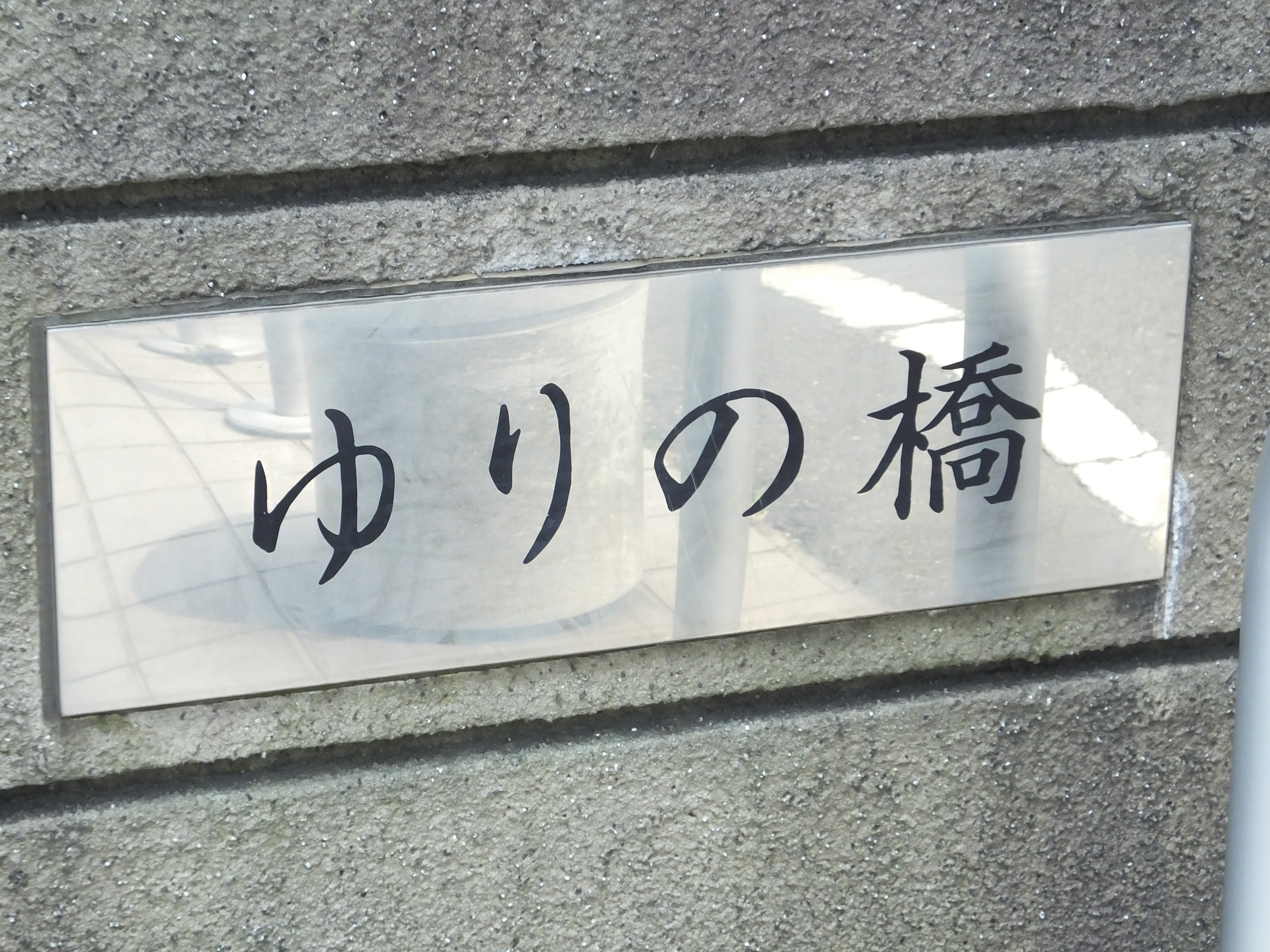
「ゆりの橋」の橋名板

橋名板（きょうめいばん）は橋梁の名称などを示すために設置される銘板の一種。橋銘板と書かれる場合もある。本項では合わせて橋歴板（きょうれきばん）についても記す。

## 日本の橋梁

### 橋名板
橋の起点側・終点側、橋に向かって左側・右側、の合計4箇所に、それぞれ橋名板が設置される。
「橋名」「橋が架かる河川などの名」「橋の完成した年月」などを記したもので、多くの橋に見られるが国土交通省の道路橋示方書などに基準が示されているものではなく、自治体などの発注者が仕様書などに定めている場合が多い。

#### 記載事項の設置位置

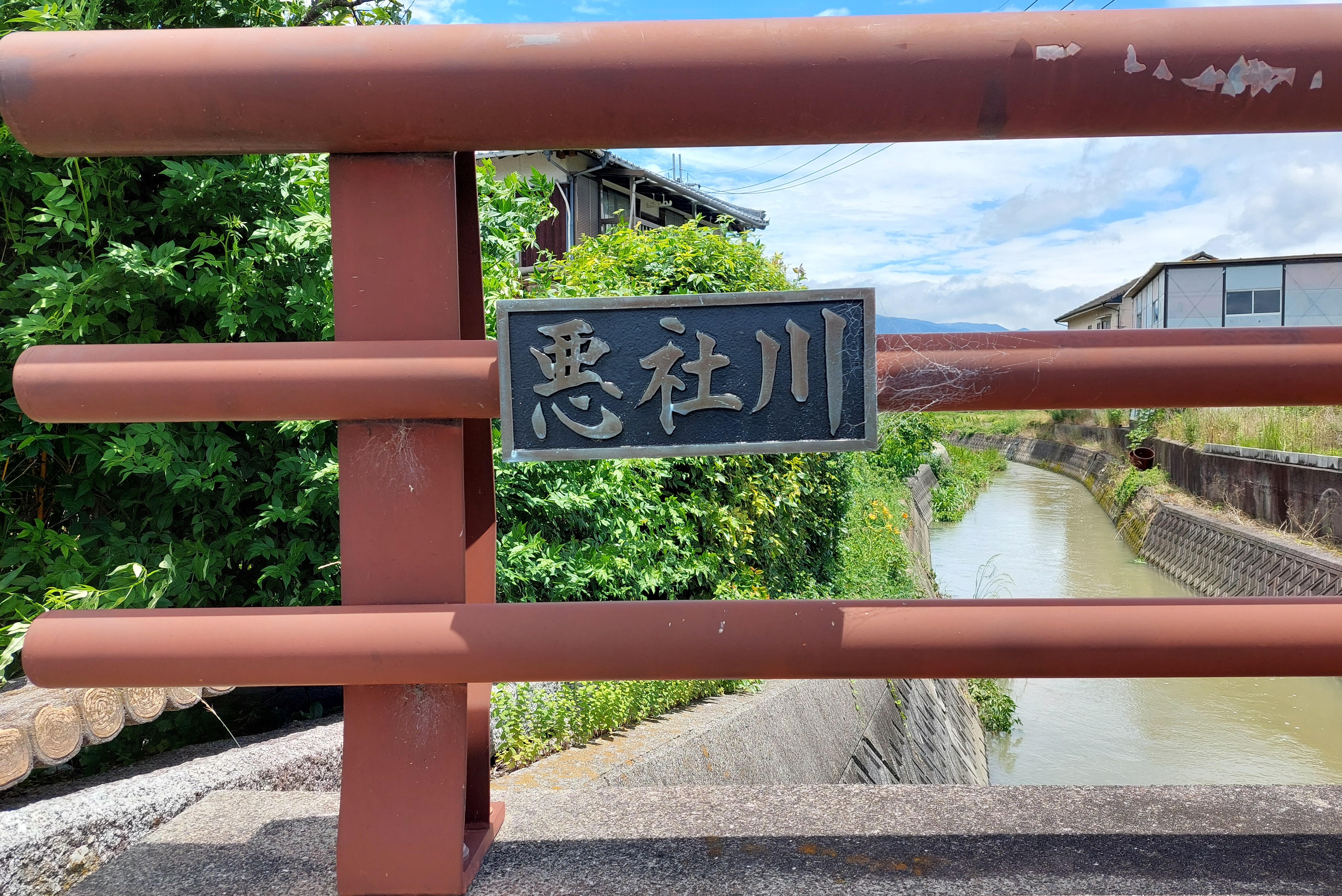
「悪社川」の橋名板

多くの橋名板での、記載事項の設置位置は次のようになっている
- 道路起点側から見て左側に「漢字表記の橋名」
- 道路起点側から見て右側に「交差する河川（鉄道）などの地物名」
  - 新潟県においては「その橋の道路等の路線名」[4]
- 道路終点側から見て左側に「竣工年月」
- 道路終点側から見て右側に「ひらがな表記の橋名」

ただし、徳島県では、「県庁に向かって」と「県庁を背にして」に分けて、次のように規定している。
- 県庁に向かって左側に「漢字表記の橋名」
- 県庁に向かって右側に「竣工年月」
- 県庁を背にして橋に向かって左側に「ひらがなの橋名」
- 県庁を背にして橋に向かって右側に「河川名等」

#### 「橋」の読み
橋名のひらがな表記については河川台帳等にある正式の読みとは関わりなく、「○○橋　→　○○はし」のように濁点を抜いて記載すると規定している例がある。

#### 河川の読み
同様に、正式には○○川（○○がわ）であっても、橋名板上では、濁点を抜いて「○○かわ」のように記される例がある。これは「水が濁らないように」との願いから慣習的に行なわれてきたものである。奈良県や横浜市のように標準仕様書などにそれを定めている自治体もある。

### 橋歴板

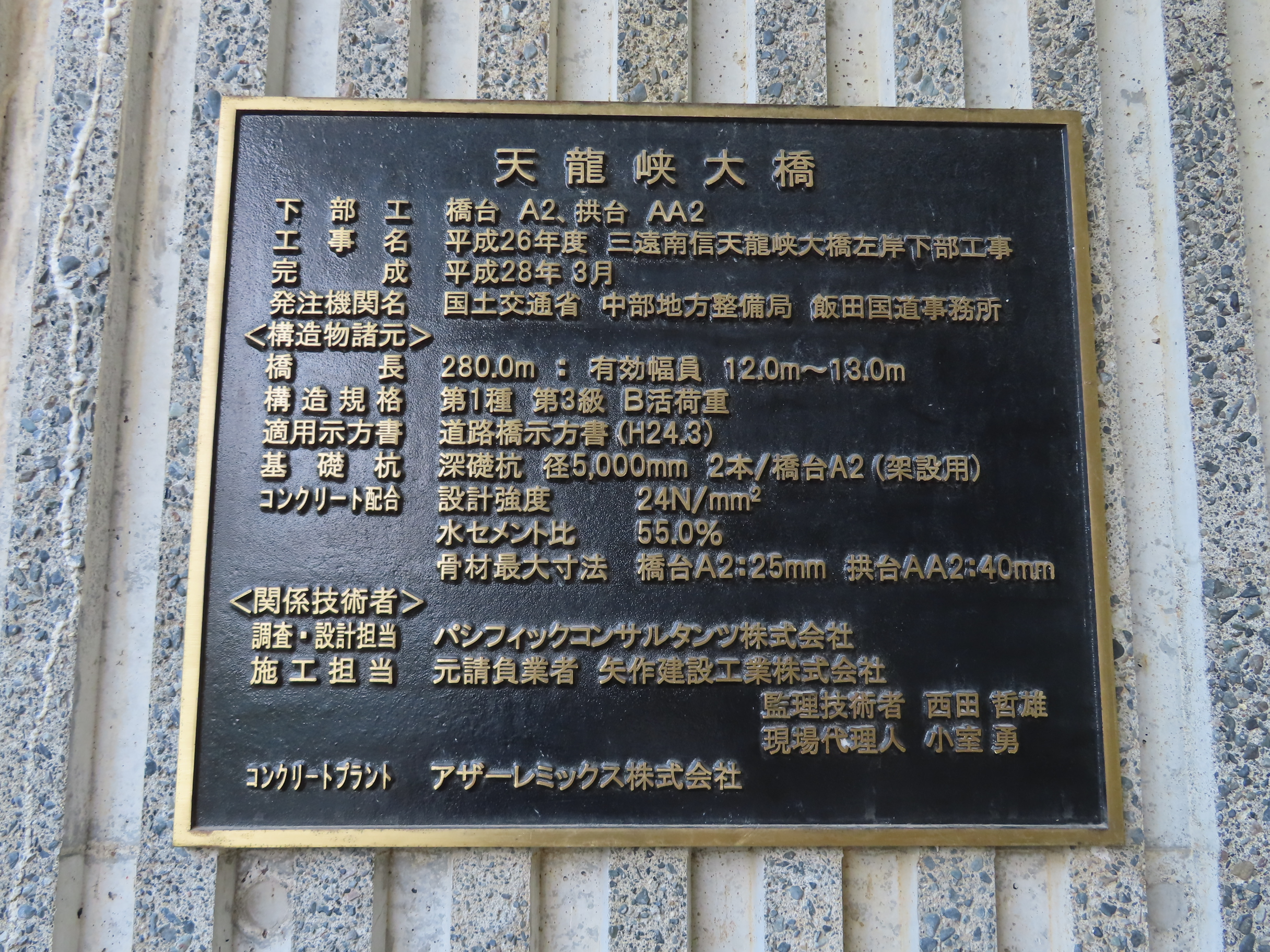
橋歴板の例（長野県飯田市の天龍峡大橋）

「橋名」「完成年月」「事業主体」「適用された示方書」「橋の等級・構造・材質」「設計・施工会社名」などを記したもので、1984年（昭和59年）に出された旧建設省の通知によって橋に取り付けることが原則とされている。その取付け位置については「道路起点側の左側・橋梁端部」と仕様書に定められている例が見られる。
なお、古い橋の橋歴板では、記載される情報が少ないものもある。

### 銘板の盗難
近年、橋梁やトンネルで銘板の盗難が相次いでいる。名板の多くは風雨に晒されても痛みにくい銅や真鍮で造られていることから転売目的と見られており、2014年（平成26年）8月には中国へ輸出される直前に犯人グループが摘発され、924枚（約5.5トン）が押収された。

## 米国の橋梁
アメリカ合衆国では橋名、完成年、施工者などを記したリスト形式の橋名板がみられる。
イリノイ州シカゴのワバシュ通り橋の場合、橋名板には以下の事項が記されている。
1. 橋名
2. 完成年
3. 事業主体（市長名、正副局長名）
4. 橋梁の計画・設計・施工に携わった技術者名
5. 施工会社名